# ميدياتونيك
ميدياتونيك (بالإنجليزية: Mediatonic)، هي شركة تطوير ألعاب فيديو بريطانية، تأسست عام 2005 في ضاحية أوكسبريدج، ولكنها حالياً تقع في لندن، من أشهر ألعابها فال غايز، التي فازت بعدة جوائز، إستحوذت عليها إيبك غيمز عام 2021. يبلغ عدد موظفيها حوالي 230 شخصا.